# 호르몬 대체요법 (폐경)
호르몬대체요법은 갱년기의 여성들이 겪는 폐경기 질병을 예방하고 치료하기 위해 성호르몬인 에스트로겐(Estrogen)과 프로게스테론(Progesterone)을 인공적으로 주입하는 치료법이다.
호르몬 대체요법은 여성 호르몬의 부족으로 인해 발생하는 폐경기에 발생하는 문제점인 안면홍조, 골다공증, 불면증, 질과 비뇨기계통의 위축 등의 증상을 호르몬을 직접 투여하여 빠르게 증상을 경감시킨다는 면에서 효과적이지만, 안전성에 대한 여러 논란들이 현재까지 이어지고 있다.
호르몬 대체요법에 대해 일반적으로 알려진 문제점으로는 자궁내막암 위험의 증가, 유방암 위험 증가, 담낭질환의 위험 증가, 유방통증, 생리증후군, 간질환이 있으며, 이 외에 일부 연구에서 알츠하이머와 혈관성 치매에 걸릴 위험, 청력 저하, 천식, 혈전증, 고혈압 등이 보고된 바가 있다.
호르몬대체요법의 고위험군 환자들에게 천연성분인 승마(Cimicifuga), 생귀나리아(Sanguinaria), 이그나시아(Ignatia), 세피아(Sepia)를 이용한 의약품도 일부 처방되어 사용되기도 한다.